# Run-D.M.C. (album)
Run-D.M.C. – jest to debiutancki album hip hopowej grupy Run-D.M.C. Wyprodukowany w 1984, był uznawany za przełomowy w tamtych czasach, przedstawiający twardszy, bardziej agresywny hip hop.
W 2005 roku album doczekał się reedycji o nazwie „Deluxe Edition” zawierającą dodatkowe utwory.

## Lista utworów

### Oryginalne wydanie
1. „Hard Times” – 3:52
2. „Rock Box” – 5:30
3. „Jam Master Jay” – 3:11
4. „Hollis Crew (Krush-Groove 2)” – 3:12
5. „Sucker M.C.'s (Krush-Groove 1)” – 3:09
6. „It’s Like That” – 4:50
7. „Wake Up” – 5:31
8. „30 Days” – 5:47
9. „Jay's Game” – 4:25

### Deluxe Edition – bonusowe piosenki
1. „Rock Box (B-Boy Mix)” – 5:52
2. „Here We Go [Live at the Funhouse]” – 4:06
3. „Sucker M.C.'s (Live at Graffiti Rock)” – 3:25
4. „Russell & Larry Running at the Mouth” – 4:37

## Skład

### Grupa
- Jam Master Jay – perkusja, klawisze
- Darryl McDaniels „D.M.C.” – wokal
- Joseph Simmons „Run” albo „Rev Run” – wokal

### Dodatkowi muzycy
- Eddie Martinez – gitara

### Pracownicy techniczni
- Orange Krush – kompozytor
- Russell Simmons – producent
- Larry Smith – producent
- Rod Hui – producent/montażysta